# اشک‌های یک دختر
اشک‌های یک دختر (رومانیایی: O lacrimă de fată) یک فیلم درام رومانیایی به کارگردانی یوسیف دمیان است که در سال ۱۹۸۰ منتشر شد. از بازیگران این فیلم می‌توان به دورل ویشان اشاره کرد.
اشک‌های یک دختر در بخش نوعی نگاه در جشنواره فیلم کن ۱۹۸۲ به نمایش درآمد و داستان قتل دخترک جوان و تأثیر آن بر زندگی اهالی یک روستا را بازگو می‌کند.